# داودا لي
داودا لي (بالإنجليزية: Dawda Leigh؛ بالنرويجية البوكمول: Dawda Leigh) هو لاعب كرة قدم غامبي ونرويجي في مركز نصف الجناح، ولد في 27 يونيو 1986 في أوسلو في النرويج. شارك مع منتخب النرويج تحت 18 سنة لكرة القدم ومنتخب النرويج تحت 19 سنة لكرة القدم. أما مع النوادي، فقد لعب مع نادي ساندفيورد ونادي شايد ونادي فوليرينغا.